# Reccared
Reccared I (alternativt stavat Recared eller (på spanska) Recaredo eller (på tyska) Rekkared) var kung i visigotiska riket från sin far Leovigilds död i april 586 intill sin egen död i juni 601, då styret övertogs av Liuva II. Reccared var tillsammans med sin äldre bror, Hermenegild, uppfostrad av sin katolska mor Teodosia. Han var gift med Baddo.

## Historisk betydelse
Reccareds styre markerar en viktig tid i spansk och fransk historia, då katolicismen blev statsreligion under hans tid på tronen. 
Tidigare hade hans far Leovigild fordrat att alla medborgare i riket skulle konvertera till arianismen och även fordrat att få utse arianska biskopar. Reccared bröt med sin fars religion och konverterade till katolicismen år 587 i ett försök att skapa en religiös och politisk enhet genom att knyta visigoterna närmare sina undersåtar.  Genom katoliseringen av det visigotiska Spanien stärktes biskoparnas makt, vilket senare medförde en minskning av kungarnas makt. 
Under sin tid som kung, som han utövade från huvudstaden Toledo, tvingades han slå ner tre arianska uppror. De flesta av hans närmaste inom adeln och kyrkan följde hans exempel men det uppstod motstånd, särskilt i Septimania, hans nordligaste provins på andra sidan Pyreneerna. Där leddes upproret av den katolske biskopen Athaloc. Grevarna av Granista och Wildigern begärde hjälp från Guntram från Burgund, som såg sin chans och sände sin främste man, Desiderius. Reccareds armé besegrade upproret och Desiderius dödades.
Nästa uppror skedde i det västliga Lusitanien. Upproret leddes av Sunna, den arianske biskopen från Mérida. Upproret slogs ner av Reccareds ståthållare, Claudius. Det tredje upproret skedde 588 och leddes av den arianske biskopen Aldila och Goswhinta, hans styvmamma och änkedrottning, efter Leovigild. Komplotten avslöjades.
Reccared efterträddes av sin son Liuva II.